# Ariarathes VI av Kappadokien
Ariarathes VI av Kappadokien, död 116 f. Kr., var regerande kung av Kappadokien mellan 130 f. Kr. och 116 f. Kr.